# Ханс Кристиан Андерсен
 Тази статия е за датския писател.  За литературната награда вижте Награда Ханс Кристиан Андерсен.  
Ханс Кристиан Андерсен (на датски: Hans Christian Andersen, [ˈhanˀs ˈkʰʁæʂd̥jan ˈɑnɐsn]) е датски писател и поет.
Известен е най-вече със своите приказки. Сред тях са „Храбрият оловен войник“, „Снежната царица“, „Малката русалка“, „Палечка“, „Малката кибритопродавачка“, „Грозното патенце“. Андерсен постига международна известност още преди смъртта си. По-късно негови текстове са преведени на повече от 150 езика и вдъхновяват множество пиеси, балети, игрални и анимационни филми.

## Биография

### Произход и образование
Писателят е роден на 2 април 1805 година в Оденсе, Дания. Семейството му е скромно, но баща му смята, че предците му са имали по-високо обществено положение и дори че са благородници. Ханс Кристиан отрано показва въображението си, подхранвано от снизхождението на родителите му и от суеверието на майка си. Той си прави малък куклен театър и дрехи за куклите си, и четял всяка пиеса, която успява да заеме. Сред драматурзите, от които чете, са Уилям Шекспир и Лудвиг Холберг.
През 1816 година бащата на Андерсен умира и той трябва да започне сам да се грижи за себе си. Спира да ходи на училище и започва работа като чирак, тъкач и шивач, по-късно работи в цигарена фабрика. На Великден през 1819 година получава първо причастие в катедралата „Свети Кнут“ в Оденсе и започва да насочва вниманието си към бъдещето.
Четиринадесетгодишен, Ханс Кристиан Андерсен заминава за Копенхаген, за да търси работа като актьор. По това време той има хубав сопранов глас и е приет в Кралския театър, но когато гласът му се променя от възрастта, губи мястото си. Негов колега от театъра му казва, че има поетични заложби и той се заема сериозно с писане. Музикантите Кристоф Вайс и Сибони, както и по-късно поетът Фридрих Хьоег Гулдберг (1771 – 1852), се отнасят много дружелюбно към младия Ханс.
По-късно Андерсен намира нов покровител в лицето на Йонас Колин, който го изпраща на свои разноски в училището в Слагелсе. По това време той вече е публикувал първия си разказ, „Призрак в гроба на Палнаток“ (1822). Андерсен не бил много добър ученик, нямал голямо желание да се учи и не останал в Слагелсе, а се преместил в друго училище в Елсинор до 1827 година. За този период Андерсен казва, че бил най-мрачният и горчив през целия му живот. Колин най-накрая се съгласил, че той вече е образован, и Андерсен се завърнал в Копенхаген.

### Личен живот
Още в ранна възраст Андерсен отбелязва в дневниците си желание за полово въздържание.
Андерсен често се влюбва в жени, с които е било невъзможно да поддържа връзка, и тази невъзможност е отразена в много от творбите му. В дневника му се чете: „Боже всемогъщи, имам само теб! Ти ръководиш съдбата ми и аз трябва да се предам в ръцете ти. Дай ми радост! Дай ми жена! Кръвта ми иска любов, както и сърцето ми.“
Като младеж Андерсен се влюбва в момиче на име Риборг Войт, но любовта му е несподелена. След смъртта му нейно писмо е открито в специална кесия на гърдите му. Обекти на несподелените чувства на писателя стават и Софи Йорстед, дъщеря на известен лекар, и Луизе Колин, най-малката дъщеря на патрона му Йонас Колин. Приказката „Славеят“ е израз на чувствата му към Йени Линд и става повод за прякора ѝ „Славеят на Швеция“. Андерсен изпитва големи трудности при общуването с противоположния пол. Предлага брак на Линд в писмо, което ѝ връчва на гарата след една от срещите им. Но и тази любов е несподелена, а Линд пише в писмо през 1844 г.: „Сбогом и нека Господ благослови и закриля моя брат, така както искрено желае любящата му сестра Йени.“
Най-вероятно Андерсен изпитва и хомосексуални чувства. В писмо до Едвард Колин споделя: „Лелея по теб като по красива калабрийка. Моите чувства към теб са тези на жена. Женствеността на моята природа и нашата връзка трябва да останат в тайна.“ Колин, който е хетеросексуален, пише в спомените си: „Не можех да отвърна на чувствата му и това му причини много страдания.“ Подобна е развръзката и на увлеченията на Андерсен към датския танцьор Харалд Шарф и Карл Александър, велик херцог на Саксония-Ваймар-Айзенах.

### Смърт
През пролетта на 1872 г. Андерсен се наранява сериозно при падане от леглото в дома си. Скоро след това започват да се проявяват симптоми на рак на черния дроб. Писателят умира на 4 август 1875 г. в „Ролигхед“ (букв. „спокойствие“), в близост до Копенхаген, дом на близкия му приятел банкера Мориц Мелхиор. Малко преди смъртта си Андерсен подбира музиката за погребението си, като настоява „ритъмът да бъде подходящ за малки крачета, защото в кортежа ще има повече деца“. Андерсен е погребан в гробището „Асистенс“ в квартал Ньоребро в Копенхаген.
Преди смъртта си Андерсен е световно признат. Датското правителство го обявява за национално богатство и му изплаща специална годишна пенсия. Още приживе е планирано издигането на паметник на писателя, който и днес се намира в градините на замъка „Росенбор“.

## Творчество

### Начало на писателска дейност
Смята се, че най-старата приказка на Андерсен е „Лоената свещ“, написана между 1819 и 1823 г., когато той е все още ученик. Ръкописът е открит случайно в края на 2012 г. в Националния архив на остров Фюн в Оденсе.
През 1829 г. Ханс Кристиан Андерсен постига голям успех с разказа „Разходка от канала Холмен до източния край на остров Амагер“. По това време той издава един фарс и книга с поеми. През следващите години той не постига особени литературни успехи, но през 1833 г. получава стипендия за пътуване в чужбина от краля. Така Андерсен осъществява първото си пътуване из Европа – на 16 октомври 1834 г. пристига в Рим.
В началото на 1835 г. се появява „Импровизатор“, първият роман на Андерсен. Той постига истински успех, благодарение на което материалните затруднения на поета най-накрая приключват. През същата година в Копенхаген е издадена част от неговите „Приказки“, а другите части от първия том се появяват през 1836 и 1837 г. Макар по-късно точно те да му донасят световна слава, първоначално приказките не се продават добре. По това време Андерсен има по-големи успехи с романа „О. Т.“ (1836 г.), както и с може би най-добрия си роман, „Само цигулар“ (1837).

### Скандинавизъм и пътеписи
След свое посещение в Швеция през 1837 година Андерсен се вдъхновява от скандинавизма и решава да напише поема, в която да изрази чувствата си за близостта на шведи, датчани и норвежци. През юли 1839 година, по време на посещение на остров Фюн, той пише текста на „Аз съм скандинавец“ („Jeg er en Skandinav“), а в началото на следващата година шведският композитор Ото Линдблад създава и музика към него и през следващите няколко години песента става известна в Скандинавия.
През 40-те години Андерсен прави опити да пише за театъра, но без особен успех. По същото време издава и два нови сборника с приказки, през 1838 и 1845 година.
През по-голямата част от живота си Андерсен предприема продължителни пътувания в различни части на Европа, като отразява впечатленията си в много пътеписи. Те следват образците на този жанр от тази епоха – съчетание на документални свидетелства и описания с по-философски отклонения по теми като същността на писателската дейност, безсмъртието и литературата, а в някои дори са включени и цели приказки.
По време на най-дългото си пътуване, през 1840 – 1841 година, посещава Германия (където за пръв път се вози на влак), Италия, Малта и Гърция, стигайки до Цариград, и се връща по Черно море и Дунав. За това преживяване разказва в „Базар на поета“ (1842), което се смята за най-добрия му пътепис. Голям успех има и сборникът с пътеписни бележки „В Швеция“ (1851).

### Международна известност
С времето популярността на приказките на Андерсен нараства и в края на 40-те години той вече е известен в цяла Европа. През юни 1847 година прави първото си посещение в Англия, където е посрещнат триумфално в светските кръгове. Графиня Маргьорит Блесингтън го кани на своите приеми, където се събират известни личности от обществения и културен живот на страната. Там Андерсен се запознава с Чарлс Дикенс, когото той нарича свой любим жив английски писател.
През 1857 година Андерсен отново посещава Англия, най-вече за да се срещне с Дикенс, и му гостува в продължение на пет седмици. Според дъщерята на Дикенс, Андерсен е крайно досаден и остава в дома им дълго време, без да обръща внимание на намеците, че е време да си замине.

### Приказки
Сред най-известните приказки на Андерсен са:
| - Ангелът - Големият морски змей - Градинарят и неговият господар - Грозното патенце - Гърло от бутилка - Двата петела - Дебелата игла - Дивите лебеди - Дъщерята на блатния цар - Елата - Елфът на розовия храст - За нищо не я биваше - Иб и Кристине - Каквото стори дядо все е хубаво | - Леля Зъбоболя - Майка - Малката кибритопродавачка - Малката русалка - Малък Клаус и Голям Клаус - Медният глиган - Най-невероятното - Най-хубавата роза на света - Нощната шапка на стария ерген - Огнивото - Оле Затвори очички - Палечка - Пастирката и коминочистачът | - Под върбата - Принцесата и граховото зърно - Свинарят - Славеят - Снежната кралица - Снежният човек - Спътникът - Старата камбана - Старата къща - Сянката - Хвърчащият куфар - Храбрият оловен войник - Цветята на малката Ида - Новите дрехи на краля |

### Издания на български език
Първото издание на български език е „Исторически разказ за първобитний „Славей“ и китайский император“, издадено в Добрич през 1893 г. в превод от руски на Борис Балкански. Следват „Историята на една майка“ и „Може ли да има в това някакво съмнение?“ в превод на Иван Андрейчин, издадени през 1895 г. във Враца. На следващата година в София излиза първият сборник „Избрани приказки“ (159 стр.), също в превод на Андрейчин. През 1899 г. в Шумен Владимир Р. Блъсков (внук на Рашко Блъсков) издава „Дивите лебеди“, „Огниво“, „Глупавий Иванчо“, „Славейче“, „Безобразното пате“ и „Каквото и да направи дядо – всичко е добро“. „Грозното пате“ е публикувано за първи път под това заглавие едва през 1907 г. През 1911 г. в Хасково са публикувани „Андерсенови вълшебни приказки“ (207 стр.), в превод от английски език на Делчо Мавров През 1947 г. е публикувано друго голямо издание (232 стр.) в превод на Ангел Каралийчев. Класическото издание в превод на Светослав Минков и Любен Зидаров е от 1976 г. като се използват руски и немски преводи на приказките.
Романът „Двете баронеси“ е преведен директно от датски.
Творчеството на Андерсен се превежда предимно от руски, но съществуват и преводи от английски. Това, както и възрожденската традиция за адаптиране на сюжетите към българската действителност, донякъде обясняват любопитни заглавия като:
- „Глупавий Иванчо“, 1899 г.
- „Безобразното пате“ („Грозното пате“), 1907 г.
- „Сънчо-Дремчо“ („Оле Затвори очички“), 1917 г.
- „Мълък Колю и Голям Колю“, („Малък Клаус и Голям Клаус“), 1923 и 1929 г.
- „Оле-Люке“ („Оле Затвори очички“), 1925 г.
- „Кутренка“ („Палечка“), 1931 г.
- „Сънчец“ („Оле Затвори очички“), 1931 г.
- „Летящият ковчег“ („Хвърчащият куфар“), 1931 г.
- „Грозната птица“ („Грозното патенце“), 1934 г.

### Андерсен и музиката
Андерсен е голям почитател на музиката и следи с интерес развитията в нея. През годините сътрудничи на различни композитори. По време на пътуванията си се среща с Менделсон, Шуман и Вагнер, чиято музика (особено на последния) популяризира пред датската публика. Проявява огромен интерес към операта. Произведенията на Андерсен – особено приказките – са източник на вдъхновение за много композитори и много от тях са поставени в операта и балета.
През 30-те години на ХІХ в. Андерсен работи с известния датски композитор Кристоф Вейзе (Christoph Ernst Friedrich Weyse) върху музикъла „Festen pø Kenilworth“, който е поставен в Кралския театър в Копенхаген през 1836 г. В продължение на много години Андерсен си сътрудничи и с Йохан Хартман (Johan Peter Emilius Hartmann). Тяхната първа творба е операта „Ravnen, eller Broderprøven“ по пиеса от Карло Гоци. Следва втора опера – „Liden Kirsten“ (1844 – 1846).
Андерсен пише либретата на няколко опери:
- „Bruden fra Lammermoor“ (базирана на „Ламърмурската невеста“ от Уолтър Скот), композитор I.F. Brendal, 1832;
- „Ravnen, eller Broderprøven“ от Хартман, 1832;
- „Festen på Kenilworth“ от Вейзе, 1836;
- „Brylluppet ved Como-Søen“ от немския композитор Франц Глезер (Franz Gläser), 1849;
- „Nøkken“ от Глезер, 1853;
- „Liden Kirsten“, опус 44, от Хартман, 1846.

## Творческо влияние
Приказките на Андерсен утъпкват пътя за други класически произведения за деца като „Шумът на върбите“ на Кенет Греъм и „Мечо Пух“ на А. А. Милн. Похватът да се одушевяват обекти от природата, използван напр. в „Цветята на малката Ида“, ще бъде доусъвършенстван от Луис Карол и Беатрикс Потър.
Международният съвет за детска и юношеска литература връчва наградата „Ханс Кристиан Андерсен“ на всеки две години на автор или илюстратор със значителен принос за детската литература.
От 1967 г. на рождения ден на Андерсен, 2 април, се чества Международният ден на детската книга. По случай 200-годишнината от рождението на писателя, 2005 г. е обявена за Година на Андерсен в Дания.

### Музикални адаптации
Музикални произведения, вдъхновени от творби на Андерсен:
- Нилс Гаде: „Агнета и тритона“, опус 3 (1842)[25]
- Едвард Григ: – опусите 5, 15 и 18 (1864 – 67) са по поеми на Андерсен;[26]
- Август Ена: „Малката кибритопродавачка“ (опера, 1899)[25]
- Александер фон Цемлински: „Русалката“ (1903)[25]
- Игор Стравински: „Славеят“ (1908 – 14)[25]
- Паул фон Кленау: „Цветята на малката Ида“ (балет, 1916) и „Славеят“ (симфонична приказка и балет, 1917)[25]
- Чарлз Станфорд: „Спътникът“, опус 146 (опера по едноименната приказка 1919)[25]
- Алфред Брюно: „Райската градина“ (лирична приказка, 1921)[25]
- Александър Тансман: „Райската градина“ (балет, 1922)[25]
- Флоран Шмит: „Оле Затвори очички“, опус 73 (балет, 1923)[25]
- Нино Рота: „Свинарят“ (опера, 1926)[25]
- Ернст Тох: „Принцесата и граховото зърно“, op. 43 (опера, 1927)[25]
- Игор Стравински: „Целувката на феята“, 1928[25]
- Рудолф Вагнер-Регени: „Голият цар“ (опера върху „Новите дрехи на царя“, (1928)[25]
- Луис Глас: „Епизоди от Андерсеновата приказка „Хълмът на горските духове“, опус 67 (1931)[25]
- Даниел Стернефелд: „Матер Долороса“ (опера върху „Историята на една майка“, 1935)[25]
- Фин Хьофдинг: „Кой може да се съмнява в това?“, op. 37 (по едноименната приказка, 1940)[25]
- Вернер Егк: „Славеят“ (балет, 1953)[25]
- Борис Чайковски: „Андерсенови приказки / Четири прелюдии за камерен оркестър“, композирани като радио пиеси между 1954 и 1958 г., преработени през 2003 г.[27]
- Елзе Мари Паде: „Малката русалка“ (1958)[25]
- Ханс Вернер Хенце: „Славеят“ (пантомима, 1959)[25]
- Александър Тансман: „Новите дрехи на царя“ (балет, 1959)[25]
- Алън Ходинот: „Каквото стори дядо – все е хубаво“ (опера по едноименната приказка, 1977)[25]
- Сьорен Хилдгард: „Андерсенова сюита“ (за концертни оркестри, 1997)[25]
- Едуард Фердинанд: „Снежната кралица“ (мюзикъл, 2006)[25]
- Пет шоп бойс: „Най-невероятното“ (балет по едноименната приказка, 2011)[25]

### Филмови адаптации
Много от Андерсеновите приказки са адаптирани за малкия и големия екран. Най-популярни сред тях са:
- „Малката кибритопродавачка“, 1928 – френски филм на режисьора Жан Реноар[28];
- „Грозното патенце“, 1931 (черно-бял) и 1939 (цветен) – кратък анимационен филм на Дисни. Филмът е оцветен с Техниколор и печели Оскар за анимация през 1940 г.[28];
- „Червените обувки“, 1948 – филм на Майкъл Пауъл и Емерик Пресбъргър, отличен от Британския филмов институт като един от най-добрите британски филми на всички времена; често споменаван от Браян де Палма и Мартин Скорсезе. Филмът комбинира сюжета на Андерсеновата приказка с историята на срещата между Сергей Дягилев и британската балерина Даяна Гулд[28];
- „Пастирката и коминочистачът“, 1952 – френски анимационен филм, озвучен от Пиер Брасьор и Анук Еме[29];
- „Снежната кралица“, 1957 – съветски анимационен филм, добил огромна популярност и на Запад. Първото озвучаване на английски е направено от Юнивърсъл студиос с участието на Сандра Дий и Томи Кърк. Второто озвучаване от 90-те години на 20 век е с Катлийн Търнър, Мики Рурк и Кирстен Дънст[28];
- „Новите дрехи на царя“, 1987 – музикална филмова адаптация с участието на Сид Сизър и Лизет Антъни[28];
- „Малката русалка“, 1989 – анимационен филм на Дисни, с променена сюжетна развръзка;[28]
- „Палечка“, 1994 – анимационен филм на Уорнър Брос. Печели Раци за най-лоша оригинална песен (за „Marry the Mole“)[28];
- „Фантазия 2000“, 1999 – преработка на класическия кратък анимационен филм на Дисни от 1940 г., в която е добавен Храбрият оловен войник[28];
- „Принцесата и граховото зърно“, 2002 – анимационен филм за IMAX[28];
- Малката кибритопродавачка, 2006 – кратък анимационен филм на
- „Замръзналото кралство“, 2013 – анимационен филм на Дисни, вдъхновен от „Снежната кралица“[30]
- „Ловецът: Ледената война“, 2016 – американски фентъзи филм, режисиран от Седрик Никола-Троян. Използвани персонажи от „Снежната кралица“ от Андерсен и „Снежанка“ от Братя Грим.

Биографични филми:
- „Шведският славей“, 1940 – филм за връзката на Андерсен с Йени Линд[31]
- „Ханс Кристиан Андерсен“, 1952 – биографичен музикален филм с участието на Дани Кей. Филмът включва сюжети от много приказки, сред които „Грозното патенце“, „Новите дрехи на царя“ и „Малката русалка“[28].
- „Ханс Кристиан Андерсен – Животът ми като приказка“, 2001 – биографичен филм за Андерсен.

## Други
В края на 2006 г. в Шанхай отваря врати развлекателен парк, който е посветен на творчеството на писателя. Подобен детски парк има и в японския град Фунабаши.
В САЩ статуи на писателя са издитнати в Централния парк в Ню Йорк, в парка „Линкълн“ в Чикаго и в калифорнийския град Солвенг, който е основан от датски преселници. Американската писателка с датски произход Джийн Хършолт дарява богата сбирка от материали, свързани с писателя, на Отдела за редки книги и специални сбирки на Библиотеката на американския конгрес. От особен интерес е оригинална ръчно изработена книжка, която Андесен прави за младия Йонас Дрюсен.
На Ханс Кристиан Андерсен е наречена улица в квартал „Дружба“ в София (Карта).

## Паметници
|                                                                    |
| Паметникът на писателя и грозното патенце в Сентръл парк в Ню Йорк |

|                                                                    |
| Паметникът на Андерсен в градините на замъка Росенбор в Копенхаген |

|                     |
| Паметникът в Оденсе |

|                                |
| Паметникът в Оденсе във водата |

|                                  |
| Паметникът в Солвенг, Калифорния |